# Nephele rhadama
Nephele rhadama är en fjärilsart som beskrevs av Walker 1864. Nephele rhadama ingår i släktet Nephele och familjen svärmare. Inga underarter finns listade i Catalogue of Life.